# ANZAC-dagen
ANZAC-dagen er en mærkedag i Australien og New Zealand, der falder den 25. april til minde om de medlemmer af Australian and New Zealand Army Corps (ANZAC) og alle andre, som har kæmpet for deres land. ANZAC-dagen er også mærkedag på Cookøerne, Niue, Samoa og Tonga.
Den 25. april er dagen for landsætningen ved Anzac cove under Slaget ved Gallipoli i 1915 under Første verdenskrig.

## Eksterne links
- Wikimedia Commons har flere filer relateret til ANZAC-dagen

| Militær | Spire Denne artikel om militær er en spire som bør udbygges. Du er velkommen til at hjælpe Wikipedia ved at udvide den. |